# 三道岗子乡
三道岗子乡是中国辽宁省沈阳市新民市下辖的一个乡，位于新民市东北部。
三道岗子乡北面为东蛇山子乡、陶家屯镇，南面为兴隆镇，西面为公主屯镇，东面为罗家房镇。
42°04′39″N 123°07′03″E / 42.07750°N 123.11750°E